# یواس‌ان‌اس رینیر (تی-ای‌اوئی-۷)
یواس‌ان‌اس رینیر (تی-ای‌اوئی-۷) (به انگلیسی: USNS Rainier (T-AOE-7)) یک کشتی است که طول آن ۷۵۴٫۶ فوت (۲۳۰٫۰ متر) می‌باشد. این کشتی در سال ۱۹۹۱ ساخته شد.